# 山下容莉枝
山下 容莉枝（やました よりえ、旧芸名及び本名：山下 容里枝、1964年9月29日 - ）は、神奈川県藤沢市出身の女優、声優。血液型はO型。シス・カンパニー所属。高杉亘は同期。

## 来歴・人物
神奈川県立藤沢北高等学校（現：神奈川県立藤沢総合高等学校）卒業。
1984年、文学座第23期生を卒業。
1986年、夢の遊眠社へ入団（恋人の勧めで入団を決意したという）。当初はヒロイン候補であったが、個性が注目されて『走れメルス』では主演を務めた。
1992年の劇団解散後、テレビドラマへと主軸を移す。
野島伸司作品に度々起用されたほか、2時間ドラマに常連出演している。
声優としてスタジオジブリ作品に3度起用されている。
特技は水泳、テニス。MotoGPのファン。

## 出演

### テレビドラマ

#### NHK
- 連続テレビ小説
  - チョッちゃん（1987年） - 佐々木光代 役
  - 春よ、来い（1994年 - 1995年） - 相沢豊子 役
  - すずらん（1999年） - 山岡千代 役
  - 天花（2004年） - 川島立子 役
  - 瞳（2008年） - 境野貴代美 役
- 大河ドラマ
  - 武田信玄（1988年） - 禰々 役
  - 元禄繚乱（1999年） - おさよ 役
  - べらぼう〜蔦重栄華乃夢噺〜（2025年） - まさ 役
- 花も実もある（1990年）
- 腕におぼえあり 第五話「夜の老中」（1992年5月8日） - 藤尾 役
- はやぶさ新八御用帳 - 久美 役
  - 第1回「大奥の恋人」（1993年9月3日）
  - 第2回「敵か見方か」（1993年9月10日）
- 木綿のハンカチ〜ライトウインズ物語（1997年） - 古賀美智子 役
- いのちの事件簿 福祉の最前線でケースワーカーは今（1997年3月）
- 新・半七捕物帳 第10話「三つの声」（1997年） - お夏 役
- まぼろしのペンフレンド2001（2001年1月6日 - 3月24日、NHK教育） - トシコ先生 役
- キテレツ（2002年1月1日、NHK教育） - 木手満子 役
- はんなり菊太郎 第3話「ほんまの母」（2002年11月22日） - 登勢 役
- ニコニコ日記（2003年） - 渡辺 役
- 川、いつか海へ 6つの愛の物語（2003年） - 女の先生 役
- 謎のホームページ サラリーマンNEO（2004年）
- ねばる女（2004年） - 高宮静香 役
- 勉強していたい!（2007年8月18日 - 9月1日） - 益田美佐江 役
- オトコマエ!2 第3回「おかげさま」（2009年9月19日） - 清峰 役
- 心の糸（2010年11月27日） - 宮越圭子 役
- 下流の宴 - 本多妙子 役
  - 第2回「崖っぷちの母」（2011年6月7日）
  - 第4回「カリスマの逆襲」（2011年6月21日）
  - 第6回「偽りの家族」（2011年7月5日）
- ビターシュガー（2011年10月18日 - 12月20日） - 三宅絵里子 役
- 使命と魂のリミット（2011年11月5日・12日） - 菅沼庸子 役
- 火怨・北の英雄 アテルイ伝（NHK BSプレミアム） - 大西水樹 役
  - 第1回「蝦夷と呼ばれた人々」（2013年1月11日）
  - 最終回「最後の願い」（2013年2月1日）
- 零戦〜搭乗員たちが見つめた太平洋戦争〜（2013年8月3日・10日、NHK BSプレミアム）[2] ※劇中ドラマ
- 神谷玄次郎捕物控（NHK BSプレミアム） - おみち 役
  - 神谷玄次郎捕物控（2014年4月4日 - 5月2日）
  - 神谷玄次郎捕物控2（2015年4月3日 - 5月22日）
- 喰う寝るふたり 住むふたり（2014年5月6日 - 6月24日） - 野々山明美 役
- 全力離婚相談 第2話「女と男のプライド」（2015年1月13日） - 沢木藍子 役
- だから荒野 第7回「悪魔と天使」（2015年2月22日、NHK BSプレミアム） - 川井みどり 役
- 洞窟おじさん（2015年7月20日、NHK BSプレミアム） - 加山富子 役
- 山女日記〜女たちは頂を目指して〜（NHK BSプレミアム） - 工房の女性職人 役
  - 第5回「雨女 〜白馬岳〜」（2016年12月4日）
  - 第6回「分岐点 〜白馬岳〜」（2016年12月11日）
  - 最終回「頂を越えて 〜上高地・涸沢〜」（2016年12月18日）
- ブランケット・キャッツ 第1話「身代わりのブランケット・キャット」（2017年6月23日） - 立花美津子 役
- 八つ墓村（2019年10月12日、NHK BSプレミアム） - 梅幸尼 役
- ハルカの光（2021年2月8日 - 3月8日、NHK Eテレ） - 幸本有香 役
- 特集ドラマ・風よ あらしよ（2022年3月31日、NHK BS8K / 2022年9月4日 - 18日、NHK BSプレミアム・NHK BS4K） - 渡辺八代 役
- 続 遙かなる山の呼び声（2022年9月17日、NHK BSプレミアム） - マダム 役[3]
- 東京の雪男（2023年2月4日 - 3月4日、NHK Eテレ） - 馬場茜 役[4]
- 天使の耳〜交通警察の夜（2023年3月20日、NHK BS4K / 2023年6月17日、NHK BSプレミアム / 2024年4月16日・23日） - 石井聡子 役[5]
- 雲霧仁左衛門ファイナル（2025年1月5日 - 2月23日、NHK BS・NHK BSプレミアム4K） - おたね 役[6]

#### 日本テレビ
- 結婚物語（1987年）
- 新婚物語（1988年）
- 静かなるドン（1995年）
- グッドラック（1996年） - 佐藤の妻 役
- D×D - 木原虎之介の母 役
  - Crisis9「天使と聖母のレクイエム 最終決戦第一章」（1997年9月6日）
  - Crisis10「天使と天使の死闘 最終決戦第二章」（1997年9月13日）
  - Final Crisis「最終決戦」（1997年9月20日）
- 最後の弁護人 第5話「実母が子を殺した？日本中が敵の壮絶裁判」（2003年2月12日） - 福西怜子 役
- 金田一少年の事件簿 吸血鬼伝説殺人事件（2005年9月24日） - 海谷朝香 役
- 貧乏男子 ボンビーメン 第8話「ボンビーメン怒る!」（2008年3月4日） - 金持ち夫人 役
- 栞と紙魚子の怪奇事件簿 第11話「ヤマダさんちの幽霊」（2008年3月15日） - 山田聡子 役
- にぃにのことを忘れないで-脳腫瘍と闘った8年間-（2009年8月29日） - 医師 役
- ギネ 産婦人科の女たち 第3話「狂乱出産!」（2009年10月28日） - 菊池晴美 役
- サムライ・ハイスクール 第5話「バカ殿に捧ぐ命」（2009年11月14日） - 中村たまみ 役
- 黄金の豚-会計検査庁 特別調査課- 第7話「セレブ外交官に喝!」（2010年12月1日） - 緒方の妻 役
- ブルドクター episode2「疑惑の准教授」（2011年7月13日） - 岡田清美 役
- 35歳の高校生 第1話「ベンジョメシ? トイレで食べて美味しいの?」（2013年4月13日） - 長谷川由美子 役
- 東京バンドワゴン〜下町大家族物語 - 槙野聡子 役
  - 第7話「母親は大女優!? 結婚は大ピンチ!?」（2013年11月23日）
  - 第8話「運命の結婚式!! 隠し子と捨てた母の涙…」（2013年11月30日）
- お迎えデス。 第7話「家族の絆…血が繋がらなくても俺達は親子だ!」（2016年6月4日） - 沢村清美 役
- Missデビル 人事の悪魔・椿眞子（2018年4月14日 - 6月16日） - 斉藤聡子 役
- 3年A組-今から皆さんは、人質です- - 甲斐道代 役
  - 第4話「黒幕はアイツ! 広がる闇。物語は核心へ」（2019年1月27日）
  - 第8話「最大の衝撃! 真相は今日、覆る―」（2019年2月24日）
- イノセンス 冤罪弁護士 第6話「射殺&幼児誘拐事件発生! 消えたベース音の謎!」（2019年2月23日） - 丸山依子 役
- 東京タラレバ娘2020（2020年10月7日） - 平沢牧子 役
- ウチの娘は、彼氏が出来ない!! - 豊田のおばちゃん 役
  - 第3話「秘密のデート」（2021年1月27日）
  - 第4話「なかったことにしたいキス」（2021年2月3日）
  - 第5話「そして僕は途方に暮れる」（2021年2月10日）
  - 第7話「あなたのお母さんは、かつての私の恋敵でした」（2021年2月24日）
- 日本統一 関東編（2023年4月13日 - 6月15日） - 露木紅子 役[7]
- 彼女たちの犯罪（2023年7月20日 - 9月22日、読売テレビ） - 神野素子 役[8]
- どうか私より不幸でいて下さい（2024年7月10日 - 9月25日） - 相原紀子 役[9]
- マル秘の密子さん 第3話「神様のコインと裏切りのパーティー」（2024年7月27日） - 奈良橋和美 役[10]
- 恋は闇 - 花邑文絵 役[11]
  - 第2話「動き出す恋と、浮上する疑惑」（2025年4月23日）
  - 第5話「疑惑、深まる」（2025年5月14日）
  - 最終話「真実とは」（2025年6月18日）
- 火曜サスペンス劇場
  - サラ金業者の妻（1987年1月20日）
  - 危険な乗客（1992年2月11日） - 越智倫子 役
  - 偽りのハネムーン（1992年6月2日）
  - 盲人探偵・松永礼太郎5「逆恨み」（1995年9月19日） - 寺山治子 役
  - 地方記者・立花陽介7「但馬城崎通信局」（1996年3月19日） - 尾崎和子 役
  - 小京都ミステリー17「肥前蛍の里殺人事件」（1996年5月28日） - 綾小路いつか 役
  - 救急指定病院7（1997年5月20日） - 町田靖絵 役
  - 転勤判事2（1998年1月13日） - 浜岡千恵美 役
  - 刑事・鬼貫八郎8「青の殺意」（1998年9月22日） - 岩本光枝 役
  - 弁護士・朝日岳之助12「殺意のささやき」（1999年1月26日） - 小池久美子 役
  - 検事 霞夕子
    - 検事 霞夕子20「夏の記憶」（2003年1月21日） - 安西葉子 役[注 1]
    - 検事 霞夕子25「愛しき人へ」（2005年5月31日） - 戸田律子 役[注 2]

  - 身辺警護12（2003年8月19日） - 大川早苗 役
  - 年下のひと（2005年7月19日） - 藤代美紀子 役
- 金曜ロードショー
  - 人生がときめく片づけの魔法（2013年9月27日） - 有賀弓子 役

#### TBS
- ぼくの姉キはパイロット!（1987年） - 弟子丸一子 役
- 空と海をこえて（1989年） - 西村苑子 役
- 卒業（1990年） - 寺内美智子 役
- ADブギ（1991年）
- 東京エレベーターガール（1992年）
- 東芝日曜劇場
  - いつかライオンの夢を（1992年、毎日放送）
- 家栽の人（1993年）
- 高校教師（1993年1月8日 - 3月19日） - 宮原志乃 役
- 人間・失格〜たとえばぼくが死んだら（1994年7月8日 - 9月23日） - 村田志穂 役
- セカンド・チャンス（1995年） - 園児の母 役
- 夏!デパート物語（1995年）
- 東京卒業（1996年）
- 帰ってきたセカンド・チャンス（1996年12月20日） - ケントの母 役
- 職員室（1997年） - 並木みどり 役
- ドラマ30 → ひるドラ
  - いのちの現場から5（1998年、毎日放送） - 手塚今日子 役
  - 君のままで（2000年、毎日放送） - 山根幸江 役
  - ママの神様（2008年、中部日本放送） - 田中冴子 役
  - おちゃべり
    - 第2話「カラオケで歌うなら大塚愛? テレサテン?」（2009年3月3日、毎日放送） - 橋本市子 役
- ザ・ドクター Karte9「ライバルがついに力を合わせた!?」（1999年9月5日） - 三沢真弓 役
- 美しい人（1999年） - 小池裕子 役
- 催眠（2000年） - 小田看護師長 役
- 世界で一番熱い夏（2001年）
- かまいたちの夜（2002年） - 有田裕子 役
- 渡る世間は鬼ばかり（2002年 - 2013年） - 金田利子 役
- ママは女医さん（2004年） - 皆川直子 役
- 夢で逢いましょう 第四夜「父が納得できる男」（2005年5月5日） - 吉野順子 役
- あいくるしい（2005年） - 天野未来の母 役
- 女系家族 - 三浦陽子 役
  - 第1話「激突! 愛人と三姉妹骨肉の遺産相続争い! 目的は遺産よりも復讐」（2005年7月7日）
  - 第2話「確執」（2005年7月14日）
  - 第3話「非情」（2005年7月21日）
  - 第4話「新事実」（2005年7月28日）
- 貞操問答（2005年） - 南條聡子 役
- いい女（2006年） - 近内麻子 役
- 特命!刑事どん亀 指令4「顔を盗まれた男」（2006年5月1日） - 植田都子 役
- ネコナデ（2008年） - 鬼塚澄子 役
- 3年B組金八先生（2008年） - 和田知子 役
- ハンチョウ〜神南署安積班〜 シリーズ1 第3話「黒木刑事撃たれる！」（2009年4月27日） - 岩城絵里子 役
- 特上カバチ!! 第6話「この仕事で生き抜く覚悟!!」（2010年2月21日） - 宮下緑 役
- 赤かぶ検事京都篇 最終話「手切れ金に罠あり」（2010年3月10日） - 笹川綾乃 役
- 走馬灯株式会社 第7話「今泉安彦 49歳」（2012年8月27日） - 今泉照美 役
- レジデント〜5人の研修医 第8話「幸せになる覚悟」（2012年12月6日） - 美山涼子 役
- ハンチョウ〜警視庁安積班〜（2012年） - 片山澄子 役
- ダメな私に恋してください - 柴田奈津江 役
  - 第7話「私が本当に好きな人は?!」（2016年2月23日）
  - 第8話「今度は私から!? 主任とキス」（2016年3月1日）
- 下剋上受験 第1話「親子の愛と努力の感動500日 人生大逆転を賭けた夢への挑戦」（2017年1月13日） - 安西恭子 役
- わたし、定時で帰ります。 - 東山美園 役
  - 第2話「家族愛より仕事愛!? 働くママ救出大作戦」（2019年4月23日）
  - 第5話「仕事に犠牲は必要!? パワハラ攻略（秘）計画」（2019年5月14日）
  - 第7話「熟年離婚は突然に!? 父と娘の働き方改革」（2019年5月28日）
- 危険なビーナス - 「鶏四季」の女将 役
  - 第9話「義兄の意地」（2020年12月6日）
  - 最終話「義妹の正体」（2020年12月13日）
- ＃家族募集します - 高梨沙恵 役
  - 第3話「ついに真実を伝える時 息子へ涙の告白」（2021年8月13日）
  - 第4話「モンスターパパと娘加入!? 家族仲間割れ」（2021年8月20日）
  - 第5話「クセ者パパVS家出娘! 家族修復大作戦」（2021年8月27日）
  - 第6話「ママに恋の予感! 家族で彼氏候補面接!?」（2021年9月3日）
- 月曜ドラマスペシャル→月曜ミステリー劇場→月曜ゴールデン→月曜名作劇場
  - 松本清張特別企画・証明（1994年11月14日） - 編集者 役
  - 浅見光彦シリーズ7「風葬の城」（1996年9月30日） - 山本芳枝 役
  - 平成オンナ仕置き人（2000年2月21日、北海道放送） - 高田圭子 役
  - 税務調査官・窓際太郎の事件簿4（2000年2月28日） - 田村光子 役
  - おばさん会長・紫の犯罪清掃日記!ゴミは殺しを知っている1（2000年5月22日） - 大池久子 役
  - 流れ星お銀!事件解決いたします2（2001年7月16日） - 腰山静江 役
  - 自治会長 糸井緋芽子 社宅の事件簿1（2001年7月23日） - 柴田雪江 役
  - 弁護士・猪狩文助3「悪の扉」（2002年8月19日） - 森本美津子 役
  - 名探偵キャサリン12「坂本龍馬殺人事件」（2002年11月18日） - 香山冴子 役
  - 世直し公務員ザ・公証人6（2006年2月6日） - 田宮葉子 役
  - 小児救急カルテ〜いのち110番（2006年5月22日）
  - 弁護士高見沢響子8（2006年11月6日） - 澤村真澄 役
  - パートタイム裁判官2（2007年5月14日） - 怜子 役
  - 追跡〜失踪人捜査官・石森新次郎（2008年1月28日） - 石森寛子 役
  - 血痕3 警科研・湯川愛子の鑑定ファイル（2010年1月25日） - 田辺紀代子 役
  - 狩矢警部シリーズ9「坂本龍馬殺人事件」（2010年11月15日） - 遠藤美津子 役
  - ヤメ判 新堂謙介 殺しの事件簿1（2011年4月4日） - 大塚敦子 役
  - 遺品整理人 谷崎藍子2「届かなかったメッセージ」（2011年5月30日、毎日放送） - 安江 役
  - 警視庁再犯防止課 真崎英嗣（2011年8月1日） - 本城瑞恵 役
  - 看取りの医者 バイク母さんの往診日誌（2011年12月12日） - 桜井靖子 役
  - イソベン・里村タマミの事件簿2「霧氷」（2013年10月21日） - 峯田加寿子 役
  - 縁側刑事2（2015年4月27日） - 白瀬理子 役
  - はぐれ署長の殺人急行4「日光・鬼怒川連続殺人」（2018年7月9日） - 浪川和枝 役

#### フジテレビ
- 世にも奇妙な物語
  - '91春の特別編「もう一人の花嫁」（1991年4月4日） - 伊藤美奈子 役
  - 〜2007春の特別編〜「回想電車」（2007年3月26日）
  - '24夏の特別編「友引村」（2024年6月8日） - 日比野望美 役
- 六つの離婚サスペンス「さらば、いとわしきものよ」（1992年）
- if もしも（1993年）
- きらきらひかる 3rd「猫と溺死体の関係?」（1998年1月27日） - 塚原和子 役
- タブロイド - 根本夏子 役
  - 5th「7分間の殺人者」（1998年11月11日）
  - 6th「咲の祈り・判決の日」（1998年11月18日）
  - 9th「ビデオに殺人の謎?」（1998年12月9日）
- リップスティック - 井川由美 役
  - 第3話「私の心を当てて」（1999年4月26日）
  - 第11話「さよなら私の先生」（1999年6月21日）
  - 最終話「21世紀の恋人へ」（1999年6月28日）
- 花村大介 第6話「弥生大失敗私クビにして下さい」（2000年8月8日） - 島村恭子 役
- カバチタレ! 第1話「恋する女、温泉に売られる」（2001年1月11日） - 田村光子 役
- ウソコイ（2001年）
- 女子アナ。 最終話「私をひとりにしないで」（2001年3月20日） - 沢口清美 役
- ウエディングプランナー SWEETデリバリー 第7話「約束」（2002年5月22日） - 三島恵美子 役
- 母の告白（2002年） - 高辻佐代子 役
- 幸せ咲いた〜結婚相談所物語〜（2003年） - 須藤克子 役
- TEAM（2003年） - 吉村由美 役
- ダイヤモンドガール 第10話「ついに王子様が!!」（2003年6月11日） - 桜井祐子 役
- クニミツの政（2003年） - 江頭富士夫の母 役
- 久本ドラマ（2004年）
- エンジン（2005年） - 竹原の妻 役
- Ns'あおい - 白井瑞江 役
  - 第8話「患者か娘か、命の選択」（2006年2月28日）
  - 第9話「リストラ看護助手の勇気」（2006年3月7日）
- 剣客商売 女用心棒（2006年6月16日） - お照 役
- スリルな夜（2007年） - 沢田香苗 役
- 麗わしき鬼（2007年、東海テレビ） - 東郷那代子 役
- コード・ブルー -ドクターヘリ緊急救命- 1st season 最終回「生と死」（2008年9月11日） - 澤野良江 役
- ありがとう、オカン（2008年10月7日、関西テレビ） - 葉山朋美 役
- メイちゃんの執事（2009年1月13日 - 3月17日） - 東雲ユウ 役
- 明日の光をつかめ（東海テレビ） - 谷原由季子 役
  - 明日の光をつかめ（2010年7月5日 - 9月3日）
  - 明日の光をつかめ2（2011年7月4日 - 9月2日）
  - 明日の光をつかめ -2013 夏-（2013年7月1日 - 8月30日）
- ぼくの夏休み（2012年、東海テレビ） - 佐々倉ツタ 役
- ラストホープ 第3話「失われた神の手を再生せよ!! 患者は母を見殺しにした天才医師」（2013年1月29日） - 萩原奈津 役
- 天国の恋（2013年、東海テレビ） - 薦田範子 役
- SMOKING GUN〜決定的証拠〜 第1話「売るのは決定的証拠 科学捜査と人の想いで弱者救う民間科捜研」（2014年4月9日） - 石巻春恵 役
- GTO（2014年） - 宇佐美美代子 役
- 若者たち2014 - 永原加代 役
  - 第7話「生まれる」（2014年8月27日）
  - 第8話「心折れて」（2014年9月3日）
- リスクの神様 - 神狩かおりの母 役
  - 第1話「危機こそチャンス…現れた謎の救世主！」（2015年7月8日）
  - 第3話「アイドルと次期首相2つのスキャンダル…隠された真実を守れ」（2015年7月22日）
  - 第4話「美しき海を救え！爆発事故と海洋汚染…隠された罪とは？」（2015年8月5日）
- 鈴木光司 リアルホラー「檜」（2015年3月22日、BSフジ） - 名波朋子 役
- 健康で文化的な最低限度の生活 第4話「頑張るシングルマザーの孤独」（2018年8月7日、関西テレビ） - 七条玲子 役
- グッド・ドクター 第7話「元小児外科患者が再入院! 結婚直前の2人に悲劇が…」（2018年8月23日） - 倉田良枝 役
- トレース〜科捜研の男〜 第3話「凶悪犯を逮捕せよ 20年越しの真実!」（2019年1月21日） - 虎丸京子 役（回想）[注 3]
- 監察医 朝顔 第1シリーズ 第4話「連続青酸カリ自殺… 朝顔に命の危機!」（2019年8月5日） - 主婦 役
- 金曜エンタテイメント
  - 名探偵 明智小五郎シリーズ
    - 「地獄の道化師」（1994年）
    - 暗黒星（1996年）
    - 吸血鬼（1999年） - 末永千佳子 役

  - おばさんデカ 桜乙女の事件帖
    - おばさんデカ 桜乙女の事件帖3（1995年12月29日）
    - おばさんデカ 桜乙女の事件帖5（1997年3月28日） - 梅子 役
    - おばさんデカ 桜乙女の事件帖8（2000年3月31日） - 三上輝代 役
    - おばさんデカ 桜乙女の事件帖13（2004年12月10日） - 斉藤順子 役

  - サラリーマン刑事 - 武富ゆかり 役
    - サラリーマン刑事1（1998年2月20日）
    - サラリーマン刑事2（1999年5月28日）
    - サラリーマン刑事3（2000年9月15日）
    - サラリーマン刑事4（2004年3月5日）

  - おんせんデカ 修善寺温泉駐在日記（1999年11月26日） - 美杉薫 役
  - 果つる底なき（2000年2月11日） - 仁科佐和子 役
  - 最後のストライク（2000年7月28日） - 北別府広美 役
  - おもろい夫婦事件帖1（2001年1月19日） - 結城カオル 役
- 金曜プレステージ
  - 所轄刑事3（2007年3月16日） - 朝倉洋子 役
  - パパの涙で子は育つ（2007年6月15日） - 平沢先生 役
  - ドクター小石の事件カルテ4「劇薬」（2008年2月22日） - 竹田由起子 役
  - 赤い霊柩車26「黒い同窓会」（2010年10月1日） - 池田亜矢 役
- 金曜プレミアム
  - 浅見光彦シリーズ53「浅見光彦殺人事件」（2018年3月29日） - 寺沢美咲 役
  - 船越英一郎殺人事件（2018年8月24日） - 山下容莉枝 役（本人）
- ほんとにあった怖い話
  - 「真夜中の奇蹟」（2004年）
  - 「別荘ニテ待ツモノ」（2004年） - 増田夕子 役
  - 「病棟のぬいぐるみ」（2007年） - 及川光子 役
  - 「同窓会の知らせ」（2011年） - 新倉葉子の母 役
  - 「夏のしらせ」（2016年） - 萩原良子 役
  - 「視える!?」（2024年） - スナック店主・マリエ 役

#### テレビ朝日
- 蜜柑と月（1992年）
- 君は時のかなたへ（1995年9月18日） - 大原絵里 役
- 将軍の隠密!影十八 第6話「つぐない・過去を消した女」（1996年3月2日） - お菊 役
- 快刀!夢一座七変化 第6話「七年目の仇討ち」（1996年12月5日） - 桜井里江 役
- 遠山の金さんVS女ねずみ 第19話「笑う真犯人 裏切られた金四郎」（1997年6月21日） - おなみ 役
- 暴れん坊将軍シリーズ
  - 暴れん坊将軍VIII 第7話「美しき婚約者の悩み」（1997年10月25日） - お玉 役
  - 暴れん坊将軍X 第10話「鬼と呼ばれた女! 復讐の幼な子誘拐!!」（2000年6月1日） - お邦 役
- はみだし刑事情熱系
  - PART2 第8話「バスジャック！恐怖の7時間・家族の絆」（1997年12月3日） - 大上澄子 役
  - PART4 第15話「危険なくちびるの罠！哀しみの殺人目撃者」（2000年1月26日） - 中村厚子 役
  - PART7 第3話「消えたピアニスト！頭の中の交換殺人？」（2003年1月22日） - 川中恵 役
- 京都迷宮案内
  - 第1シリーズ 第2話「嵐山十三詣りの謎」（1999年1月21日） - 矢代美穂 役
  - 新・京都迷宮案内 第7話「紅葉の罠！殺人犯に愛された人妻!!」（2003年12月11日） - 林田香苗 役
- 京都始末屋事件ファイル 第9話「偽装殺人を暴け! 狙われた母子の秘密」（1999年9月9日） - 田村恭子 役
- ココだけの話（2001年） - まゆの母 役
- 八丁堀の七人 第4シリーズ 第2話「初恋の罠! 黙秘する女取り立て屋!!」（2003年1月13日） - おまさ 役
- ダムド・ファイル（2004年） - 松本瞳の母 役
- 京都地検の女
  - 第2シリーズ 第7話「車内携帯禁止…逆ギレ殺人の裏に潜む涙の過去」（2005年3月3日） - 葛城秋子 役
  - 第9シリーズ 第2話「OL殺害事件発生!!」（2013年7月25日） - 水沢渚 役
- 名奉行! 大岡越前 第1シリーズ 第3話「村井長庵一件」（2005年5月2日） - お光 役
- 熟年離婚（2005年） - 宝石店店員 役
- 相棒
  - season4 - 村木順子 役
    - 第4話「密やかな連続殺人」（2005年11月2日）
    - 第5話「悪魔の囁き」（2005年11月9日）

  - season22 第11話「その頬に触れるな」（2024年1月10日） - 持永登紀子 役
- 着信アリ - 小田桐真奈美 役
  - 第4話「テレビ公開除霊〜死の瞬間を実況された女生徒!」（2005年11月4日）
  - 第5話「携帯を握った白骨死体の謎〜目覚めた学園の呪い」（2005年11月11日）
- ブレスト〜女子高生、10億円の賭け!（2006年1月8日） - 山口真由美 役
- アンナさんのおまめ 第5話「息子の嫁と勘違い! 恐怖の嫁姑戦争勃発」（2006年11月10日） - 坂上はるみ 役
- 女刑事みずき〜京都洛西署物語〜 2nd SEASON 第4話「恋日記を綴る死美人!! 15年目の殺意」（2007年7月26日） - 天野深雪 役
- おいしいごはん 鎌倉・春日井米店（2007年） - 和菓子屋若女将 役
- 交渉人〜THE NEGOTIATOR〜 第1シリーズ - 坂井和子 役
  - 第3話「都内9ケ所に爆弾を運ぶ女!?」（2008年1月24日）
  - 第4話「爆発まで9秒のトリック!?」（2008年1月31日）
- キミ犯人じゃないよね? 第8話「千里眼の目を持つ彼女」（2008年5月30日） - 市川香織 役
- 名探偵の掟 第九章「アンフェアの見本」（2009年6月12日） - 大黒ノブコ 役
- メイド刑事 Mission 8「呪われたウェディングドレスの謎を追え!」（2009年8月21日） - 大道寺摂子 役
- 853〜刑事・加茂伸之介 No.4「ダメ男に友の盃を」（2010年2月4日） - 柳井芳江 役
- 警視庁継続捜査班 第4話「未解決殺人〜監禁された女刑事」（2010年8月12日） - 阿久津良子 役
- 霊能力者 小田霧響子の嘘 第6霊「浮き出ては消える血文字トリック」（2010年11月14日） - 高崎郁代 役
- ホンボシ〜心理特捜事件簿〜 第6話「疑惑!! 美しすぎる課長の殺意と嘘」（2011年2月24日） - 高田真弓 役
- おみやさん 第8シリーズ 第2話「京のおばんざい屋に殺人連鎖!! 手がかりは花街の所作」（2011年5月5日） - 薄井まゆみ 役
- 警視庁捜査一課9係
  - 新・警視庁捜査一課9係 season3 第3話「赤い破片の秘密」（2011年7月20日） - 岩木元子 役
  - 警視庁捜査一課9係 season11 第7話「殺人カメラ」（2016年5月18日） - 国枝浩子 役
- 妄想捜査〜桑潟幸一准教授のスタイリッシュな生活 第5話「ミスコン女王×団地妻（秘）毒殺トリック!!」（2012年2月19日） - 桜木早苗 役
- 松本清張没後20年特別企画 ドラマスペシャル 波の塔（2012年6月23日） - 田沢美子 役
- 遺留捜査
  - スペシャル（2013年11月10日） - 森川あずさ 役
  - 第6シーズン 最終話「糸村vs偽りの名探偵! 200年前の骨の謎」（2021年3月18日） - 大山容子 役
- 匿名探偵 第2シリーズ 第8話「探偵と腕のたつ女」（2014年8月29日） - 安岡圭子 役
- 佐方貞人シリーズ
  - 最後の証人（2015年1月23日） - 田端啓子 役
  - 検事・佐方〜裁きを望む〜（2019年12月26日） - 吉田高子 役
- 最強のふたり〜京都府警 特別捜査班〜 最終話「遺産16億円!? 夫4人を殺した悪女と魔性のトリック!! 辞表をかけた最後の事件」（2015年9月10日） - 里中和子 役
- 警視庁・捜査一課長
  - season1 最終話「さらば大岩一課長…暴かれた衝撃の過去！冤罪で服役した母娘が復讐!? 180年前の浮世絵に描かれたスカイツリーと連続殺人の謎」（2016年6月23日） - 宇佐美貴子 役
  - スペシャル（2023年4月4日） - 料亭女将 役[12]
- 豆腐プロレス 第6話「最強のふたり!?」（2017年2月25日） - 木﨑ゆりあの母 役
- トットちゃん!（2017年） - 河合茂子 役
- 科捜研の女 season17 第8話「嘘つきな容疑者」（2017年12月14日） - 笠井圭子 役
- 刑事7人 Season4 第7話「生きていた20年前の女子高生失踪 あの日の禁断の秘密」（2018年8月22日） - 皆本春子 役
- 僕とシッポと神楽坂 最終話「さよならコオ先生…運命の最終オペ…!!」（2018年11月30日） - 井坂蔦子 役
- 僕の初恋をキミに捧ぐ - 鈴谷小百合 役
  - 第3話「泣きながら決心した…もう嘘はイヤだ!」（2019年2月2日）
  - 第6話「俺たち…これからデートする カップルみたいだな」（2019年2月23日）
  - 最終話「僕らの初恋は、永遠に輝き続ける」（2019年3月2日）
- 必殺仕事人2019（2019年3月10日、朝日放送） - おきよ 役
- ドクターX〜外科医・大門未知子〜 第6シリーズ 第5話「看護師のドン!! 深夜密室のオペ 女の秘密は守るので」（2019年11月14日） - 白州民枝 役
- M 愛すべき人がいて 第4話「限界なんて超えろ!」（2020年6月13日） - 姫野香織 役
- 特捜9 season5 第10話「再開発の罠」（2022年6月8日） - 岡本博子 役
- トモダチゲームR4 - 水谷恵子 役
  - 第5話「オトナのだまし合い…新ゲーム開幕!」（2022年8月20日）
  - 第6話「土下座で勝ち取れ4億円! エグいぞ大人の新ゲーム!!」（2022年8月27日）
  - 第7話「最終章!! 悪魔vs天才vs人たらし…4億円を手にするのは!?」（2022年9月3日）
- ゆりあ先生の赤い糸 - 森下麻実 役
  - 第8話「最終章〜運命の別れ」（2023年12月7日）
  - 最終話「運命の恋、命の決断」（2023年12月14日）
- アイのない恋人たち（2024年1月21日 - 3月17日、朝日放送） - 今井澄枝 役
- ザ・トラベルナース 第2シリーズ - 川尻公子 役
  - 第8話「最終章! 最強ナースコンビ、完全決裂!?」（2024年12月12日）
  - 最終話「さらば、最強ナースコンビ! 最後の改革!!」（2024年12月19日）
- 家政夫のミタゾノ 第7シーズン 第3話「消えた妻と退職金2000万」（2025年1月28日） - 井口茉莉花 役[13][14]
- 大追跡〜警視庁SSBC強行犯係〜 第5話「11秒の空白」（2025年8月6日） - 浜田百合子 役[15]
- 土曜ワイド劇場→土曜プライム・土曜ワイド劇場
  - 事件 - 本多和美 役
    - 事件5（1997年5月24日）
    - 事件6（1998年7月4日）
    - 事件7（1999年10月2日）
    - 事件8（2000年6月24日）
    - 事件9（2001年6月9日）
    - 事件10（2003年1月11日）
    - 事件11（2004年2月28日）
    - 事件12（2006年4月29日）
    - 事件13（2008年8月30日）
    - 事件14（2010年10月23日）
    - 事件15（2012年5月12日）
    - 事件16（2015年5月30日）
    - 事件17（2016年6月4日）
    - 事件18（2017年10月5日）[注 4]

  - 西村京太郎トラベルミステリー31「特急「白山」6時間06分」（1997年8月2日） - 長田ゆみ 役
  - 山村美紗サスペンス 燃えた花嫁（1999年1月23日） - 石野マリ子 役
  - 法医学教室の事件ファイル
    - 法医学教室の事件ファイル11（1999年6月26日） - 須貝雅代 役
    - 法医学教室の事件ファイル26（2008年5月10日） - 坪内留美子 役
    - 法医学教室の事件ファイル41（2015年11月28日） - 今村奈津子 役

  - おばはん刑事!流石姫子3（1999年10月23日） - 富永晴江 役
  - 2000年の完全犯罪に挑む二人の女（2000年4月1日） - 松田久美 役
  - 渡り番頭・鏡善太郎の推理2（2001年6月2日） - 古沢月代 役
  - 変装婦警の事件簿2（2001年9月8日） - 八重樫信代 役
  - はみだし弁護士・巽志郎6（2002年8月17日、朝日放送） - 小杉利恵 役
  - ドクVSデカ1（2002年12月14日） - 石野涼子 役
  - 松本清張没後10年企画 疑惑（2003年3月22日） - 秋谷道子 役
  - 火災調査官・紅蓮次郎 - 鴇田早苗 役
    - 火災調査官・紅蓮次郎3（2004年2月14日）
    - 火災調査官・紅蓮次郎4（2004年10月9日）
    - 火災調査官・紅蓮次郎5（2005年11月5日）
    - 火災調査官・紅蓮次郎6（2006年4月22日）
    - 火災調査官・紅蓮次郎7（2007年1月13日）
    - 火災調査官・紅蓮次郎8（2008年1月26日）
    - 火災調査官・紅蓮次郎9（2009年4月25日）
    - 火災調査官・紅蓮次郎10（2010年2月13日）
    - 火災調査官・紅蓮次郎11（2010年11月20日）
    - 火災調査官・紅蓮次郎12（2012年1月14日）
    - 火災調査官・紅蓮次郎13（2012年11月10日）
    - 火災調査官・紅蓮次郎14（2014年1月25日）
    - 火災調査官・紅蓮次郎15（2015年6月6日）

  - 狩矢父娘シリーズ
    - 狩矢父娘シリーズ5「京都祇園祭り殺人事件」（2004年8月14日） - 太田節子 役
    - 狩矢父娘シリーズ17「京都・開運ツアー殺人事件！」（2016年1月30日） - 田辺美智子 役

  - 検事・朝日奈耀子
    - 検事・朝日奈耀子2（2004年9月25日） - 小柳倫子 役[注 5]
    - 検事・朝日奈耀子16（2015年5月2日） - 平沢明代 役

  - ×イチ女刑事（2005年6月18日、朝日放送） - 山田かおり 役
  - 刑事の妻〜デカツマ〜1（2005年7月30日） - 佐藤美紗子 役
  - 終着駅シリーズ19「死者の配達人」（2006年3月25日） - 北野佳代 役
  - 逆転弁護（2006年12月9日、朝日放送） - 上条正美 役
  - 天才刑事・野呂盆六IV（2009年7月18日、朝日放送） - 春日きく乃 役
  - 終着駅の牛尾刑事VS事件記者・冴子9「灯」（2009年12月12日） - 八木節子 役
  - 再捜査刑事・片岡悠介1（2010年3月13日） - 永田美佐代 役
  - 殺人予告（2011年1月29日） - 高津秀美 役
  - 人類学者・岬久美子の殺人鑑定3（2013年3月2日） - 宮内正美 役
  - 冤罪死刑（2013年11月23日） - 小鳥遊純枝 役
  - 鉄道捜査官14（2014年5月3日） - 谷浜梨絵 役
  - スペシャリスト3（2015年2月28日） - 南佳代子 役
  - 切り裂きジャックの告白〜刑事 犬養隼人〜（2015年4月18日、朝日放送） - 真境名陽子 役
  - 広域警察8（2017年1月14日、朝日放送） - 高田澄子 役
  - パーフェクト弁護士・南蛇井律子（2017年2月11日、朝日放送） - 石塚みどり 役
- 日曜ワイド
  - ハルさん〜花嫁の父は名探偵!?（2017年12月3日） - 石塚美雪 役
- 日曜プライム
  - 探偵物語（2018年4月8日） - 前田三千代 役
  - 嫉妬（2020年8月16日） -  藤波香織 役
  - ドクター彦次郎5（2020年9月13日） - 原田信子 役

#### テレビ東京
- 家康が最も恐れた男 真田幸村（1998年1月2日） - 春日局 役
- バースデイ〜こちら椿産婦人科〜 最終話「届かぬ母の願い…生まれてすぐ消えた小さな命」（1999年12月15日） - 内山志乃 役
- ハッピー 愛と感動の物語（1999年）
- よろずや平四郎活人剣 第2話「逃げる浪人」（2007年4月27日） - おふじ 役
- 死化粧師 エンバーマー 間宮心十郎 第8話「息子が遺す夢」（2007年11月23日） - 金子由美子 役
- 孤独のグルメ Season2 第6話「江戸川区 京成小岩の激辛四川料理」（2012年11月14日） - 珍々 お母さん 役
- ヘッドハンター 第5話「年収200万アップの転職を拒否! 妻の涙 意外なワケ」（2018年5月14日） - 西郷早苗 役
- 警視庁ゼロ係〜生活安全課なんでも相談室〜 THIRD SEASON 第5話「殺人慰安旅行」（2018年8月31日） - 藤枝かずえ 役
- 面白南極料理人 第5話「恐怖のこどもの日」・「30万円の誕生日ケーキ」・「部屋から出て来て! 」（2019年2月9日、BSテレ東） - 鈴木隊員の母 役
- 二つの祖国（2019年3月23日・24日） - 井本せき 役
- 絶メシロード 第11話「島勝」（2020年4月3日） - 島崎幸子 役
- アノニマス〜警視庁“指殺人”対策室〜 第2話「消せない過去」（2021年2月1日） - 日下部泰子 役
- 警視庁強行犯係・樋口顕 Season1 最終話「焦眉」（2021年2月19日） - 岩井晶子 役
- 嫌われ監察官 音無一六 - 佐川伊沙子 役
  - 第6話「汚職警察官の自殺に黒幕!? 消えた1000万円と闇診療所のナゾ!?」（2022年6月10日）
  - 最終話「一六逮捕される!? 1200万札束に隠された警察腐敗の涙の真実」（2022年6月17日）
- 真相は耳の中 - 真壁範子 役
  - FILE6「セオリー通り」（2022年11月25日）
  - FILE9「忘れ去られた殺人」（2022年12月16日）
  - THE LAST FILE「Dear ハリスンさん」（2022年12月23日）
- チェイサーゲームW2 美しき天女たち - 樹の祖母 役
  - 第5話「寝ても覚めてもあなたが好き。」（2024年10月17日）
  - 最終話「運命は私たちが変える」（2024年11月7日）
- 女と愛とミステリー→水曜ミステリー9〈第1期・第2期・水曜エンタ〉
  - いなか刑事・伊原泰三の退職捜査日誌
    - いなか刑事・伊原泰三の退職捜査日誌1（2001年5月30日） - 筧清子 役
    - いなか刑事・伊原泰三の退職捜査日誌3（2002年12月25日） - 畑山万里子 役

  - 多摩南署たたき上げ刑事・近松丙吉1「冷たい灼熱〜白昼主婦殺人事件！〜」（2001年8月8日）
  - 犯罪交渉人ゆり子3（2004年2月18日） - 濱口宏美 役
  - 北アルプス山岳救助隊・紫門一鬼7「白馬大雪渓・殺意の罠」（2005年9月7日） - 秋葉美由紀 役
  - 旅行作家・茶屋次郎6「伊豆狩野川殺人事件」（2006年5月10日） - 高柳千波 役
  - 捜査検事・近松茂道7「美濃土鈴伝説殺人事件」（2007年5月5日） - 池内加奈子 役
  - 誤算（2008年3月5日） - 鬼沢洋子 役
  - 怨み屋本舗スペシャル2 マインドコントロールの罠（2009年1月7日） - 佐藤恵子 役
  - 去りゆく日に（2009年2月25日） - 中西真澄 役
  - 松本清張没後20年特別企画 事故〜黒い画集〜（2012年12月12日） - 浜口久子 役
  - マトリの女 厚生労働省 麻薬取締官（2014年2月19日） - 小林吉乃 役
  - 鑑識特捜班・九条礼子3〜骨を知る女〜（2014年4月16日） - 真嶋里子 役
  - お助け司法書士! 会津若松“後妻業”殺人（2015年12月9日） - 町田明日香 役
- 月曜プレミア8
  - 十津川警部の事件簿1「危険な賞金」（2020年5月25日） - 大熊佐和子 役
  - ラストライン 刑事 岩倉剛（2020年6月29日） - 松宮聡子 役
  - 女王の法医学1〜屍活師〜（2021年5月31日） - 藍田早智恵 役
  - 再雇用警察官5（2023年3月13日） - 行橋菊江 役
  - 警視庁追跡捜査係-交錯-（2023年8月7日） - 中嶋紗江 役

#### WOWOW
- 贖罪の奏鳴曲（2015年） - 塚本由香利 役
- カッコウの卵は誰のもの（2016年） - 上条世津子 役
- 竹内涼真の撮休（2020年） - 竹内涼真の母 役
- I, KILL（2025年） - 春日局 役[16]

### Webドラマ
- 野武士のグルメ 第4話「焼肉モラトリアム」（2017年、Netflix） - 焼肉屋女将 役
- あの子が生まれる……（2020年7月18日 - 9月19日、FOD） - 河本和代 役[17]
- 17.3 about a sex 第7話「男子の皆さん、1週間出血し続けることありますか?」（2020年10月15日、ABEMA） - スピーチコンテスト審査委員長 役
- 全裸監督2 第7話「奇想転落」（2021年6月24日 全話配信、Netflix）

### 映画
- マルサの女（1987年、東宝） - 花のような少女 役
- YAWARA!（1989年、東宝） - 本阿弥さやか 役（実写版）
- 12人の優しい日本人（1991年、アルゴプロジェクト） - 陪審員8号 役
- 勝手に死なせて!（1995年、バンダイビジュアル） - 能見明美 役
- DISTANCE（2001年、DISTANCE製作委員会） - 実の元妻 役
- 嫌われ松子の一生（2006年、東宝） - 女囚B・家族 役
- 奈緒子（2008年、日活） - 篠宮加奈子 役
- 孤高のメス（2010年、東映） - 今泉真澄 役
- 明日やること ゴミ出し 愛想笑い 恋愛。（2010年） - 沼口桃恵 役
- おとこのこ（2011年） - 主人公の母 役
- 白夜行（2011年、ギャガ） - 西本文代 役
- 神様のカルテ（2011年、東宝） - 桐さん 役
- 君へ。（2011年、キュリオスコープ） - 本間敦子 役
- 僕等がいた（2012年、東宝 / アスミック・エース） - 長倉美智子 役
- いびつ（2013年、チャンスイン / キャンター） - 森高円の母 役
- 白ゆき姫殺人事件（2014年、松竹） - 八塚絹子 役
- トワイライト ささらさや（2014年、ワーナー・ブラザース映画）
- 残穢 -住んではいけない部屋-（2016年、松竹） - 田村さん 役
- 愚行録（2017年、ワーナー・ブラザース映画 / オフィス北野） - 三橋孝子 役
- 谷崎潤一郎原案 / TANIZAKI TRIBUTE『悪魔』（2018年2月24日、TBSサービス） - 下宿先の大家さん 林 役[18]
- 恋するふたり（2019年5月3日、ユナイテッドエンタテインメント） - サナエ 役[19]
- 余命10年（2022年3月4日、ワーナー・ブラザース映画） - 高林家の親族 役
- TELL ME 〜hideと見た景色〜（2022年7月8日、KADOKAWA） - hideの母 役
- 風よ あらしよ 劇場版（2024年2月9日、太秦） - 渡辺八代 役[20]
- ありきたりな言葉じゃなくて（2024年12月20日、ラビットハウス） - 藤田博子 役[21]

### オリジナルビデオ
- 白百合女学園洋弓部 白銀の標的（1991年）

### 舞台
- 走れメルス
- 小指の思い出
- 半神 - マリア（母）役
- 贋作・桜の森の満開の下
- ゼンダ城の虜
- 春はどこから
- お月さまへようこそ
- 東京サンダンス〜21世紀への伝言
- 3つの事情〜女性版
- 美しきものの伝説
- DEATHTRAP
- マリー・アントワネット
- 『モンスター』（2017年9月21日 - 24日、新宿村LIVE）[22] - 貴島雪子 役[23]
- イロアセル[24]

### WEBドラマ
- ヒミツの関係〜先生は同居人〜（2010年7月、NTTドコモ Bee TV） - 井坂芳江 役

### 劇場アニメ
- おもひでぽろぽろ（1991年、東宝 / GKIDS） - 岡島ナナ子 役[25]
- 平成狸合戦ぽんぽこ（1994年、東宝） - お玉 役
- 耳をすませば（1995年、東宝） - 月島汐 役[26]

### バラエティ
- 秘密のケンミンSHOW
- オールスター感謝祭
- 日立 世界・ふしぎ発見!
- 一枚の写真
- いい旅・夢気分

### CM
- セガ